# Aegires
Aegires es un género de moluscos nudibranquios de la familia Aegiridae.

## Morfología
El género se caracteriza por tener el cuerpo alargado, limaciforme. El notum, o manto, está recubierto de numerosas papilas, quillas o tubérculos. Las branquias pueden ser bipinnadas o tripinnadas. Los dientes de la rádula son simples y ganchudos.
Sus tamaños oscilan de 8 a 15 mm de longitud.

## Reproducción
Son ovíparos y hermafroditas triáulicos, que cuentan con dos aberturas genitales femeninas separadas: oviducto y vagina, y un pene masculino.
Aunque son hermafroditas no pueden autofecundarse, por lo que necesitan, al menos, de otro individuo para procrear. 

## Alimentación
Son predadores carnívoros, alimentándose principalmente de esponjas marinas, como Clathrina coriacea, Leucosolenia botryoides o Leucilla nuttingi; también se alimentan de briozoos como Bugula spp, Celleporella hyalina, Electra pilosa o  Watersipora complanata.

## Hábitat y distribución
Estas pequeñas babosas marinas se distribuyen por los océanos Atlántico, incluido el Mediterráneo, Índico, incluido el mar Rojo, Pacífico y Antártico.
Habitan aguas templadas, subtropicales y tropicales, en un rango de profundidad entre 0 y 634 m, y en un rango de temperatura entre -1.29 y 26.69 °C.
Habitan zonas costeras, en muros rocosos, cuevas, algas Posidonia oceanica, o sustratos de grava coralígena.

## Especies
El Registro Mundial de Especies Marinas reconoce las siguientes especies válidas en el género Aegires:
- Aegires absalaoi Garcia, Troncoso & Dominguez, 2002
- Aegires acauda Ortea, Moro & Espinosa, 2015
- Aegires albopunctatus MacFarland, 1905
- Aegires albus Thiele, 1912
- Aegires citrinus Pruvot-Fol, 1930
- Aegires corrugatus Ortea, Moro & Espinosa, 2015
- Aegires evorae Moro & Ortea, 2015
- Aegires exeches Fahey & Gosliner, 2004
- Aegires flores Fahey & Gosliner, 2004
- Aegires gomezi Ortea, Luque & Templado, 1990
- Aegires gracilis Ortea, Moro & Espinosa, 2015
- Aegires hapsis Fahey & Gosliner, 2004
- Aegires incisus (Sars G. O., 1872)
- Aegires incusus Fahey & Gosliner, 2004
- Aegires lagrifaensis Ortea, Moro & Espinosa, 2015
- Aegires lemoncello Fahey & Gosliner, 2004
- Aegires leuckartii Vérany, 1853
- Aegires malinus Fahey & Gosliner, 2004
- Aegires ninguis Fahey & Gosliner, 2004
- Aegires ochum Ortea, Espinosa & Caballer, 2013
- Aegires ortizi Templado, Luque & Ortea, 1987
- Aegires palensis Ortea, Luque & Templado, 1990
- Aegires petalis Fahey & Gosliner, 2004
- Aegires punctilucens (d'Orbigny, 1837)
- Aegires sublaevis Odhner, 1932
- Aegires villosus Farran, 1905

## Galería

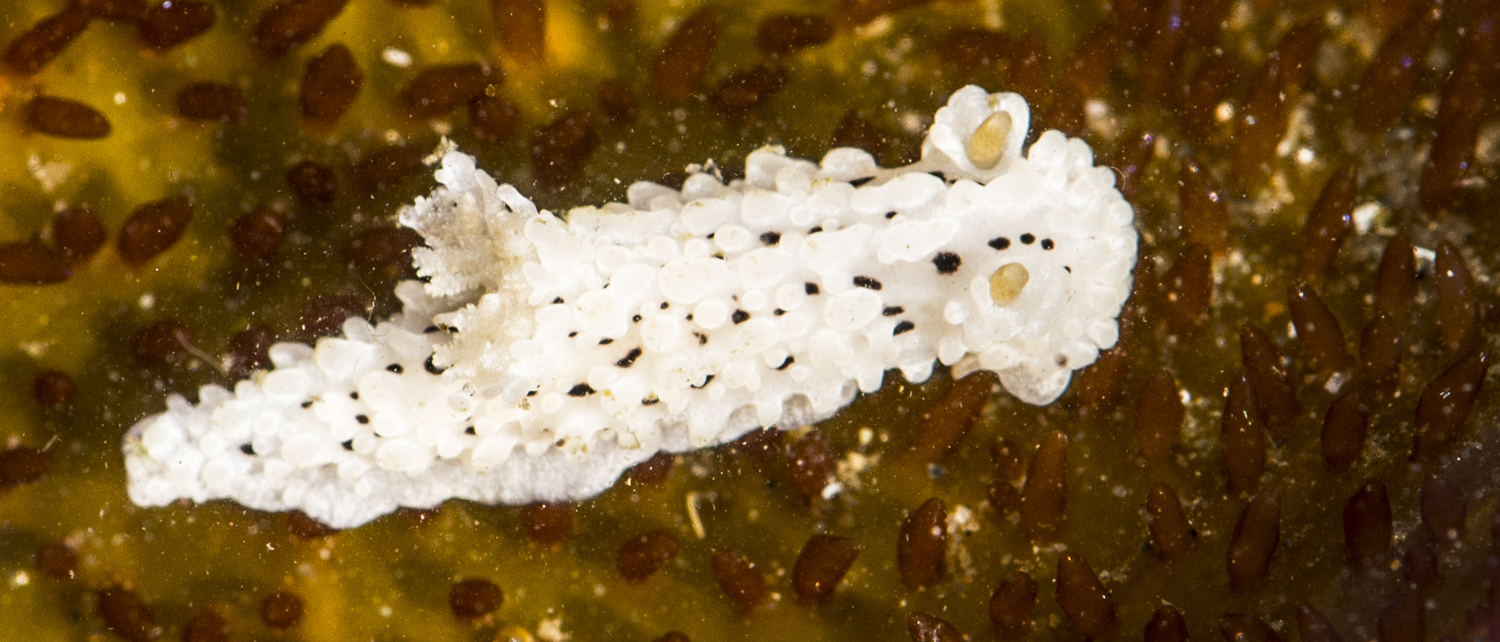
Aegires albopunctatus
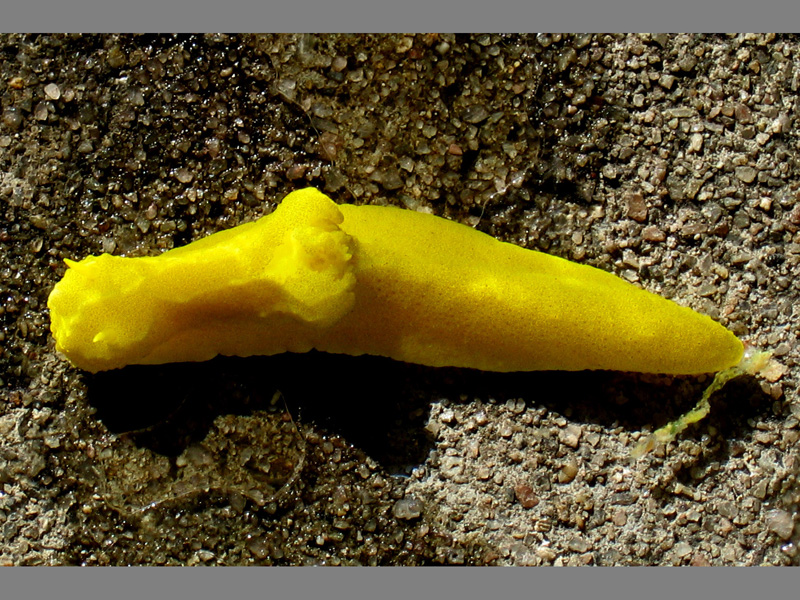
Aegires citrinus
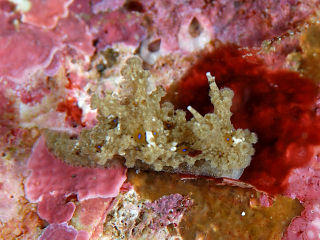
Aegires exeches
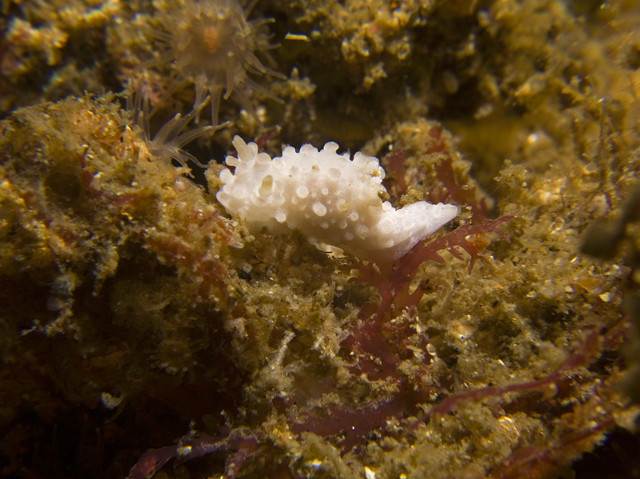
Aegires ninguis
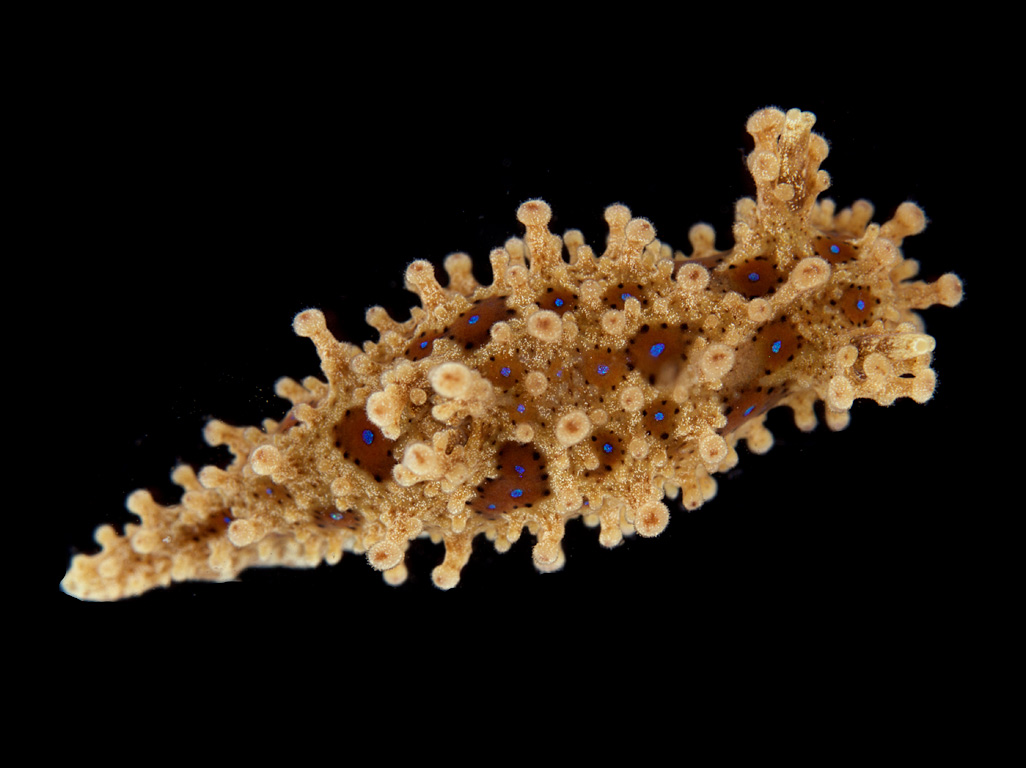
Aegires punctilucens
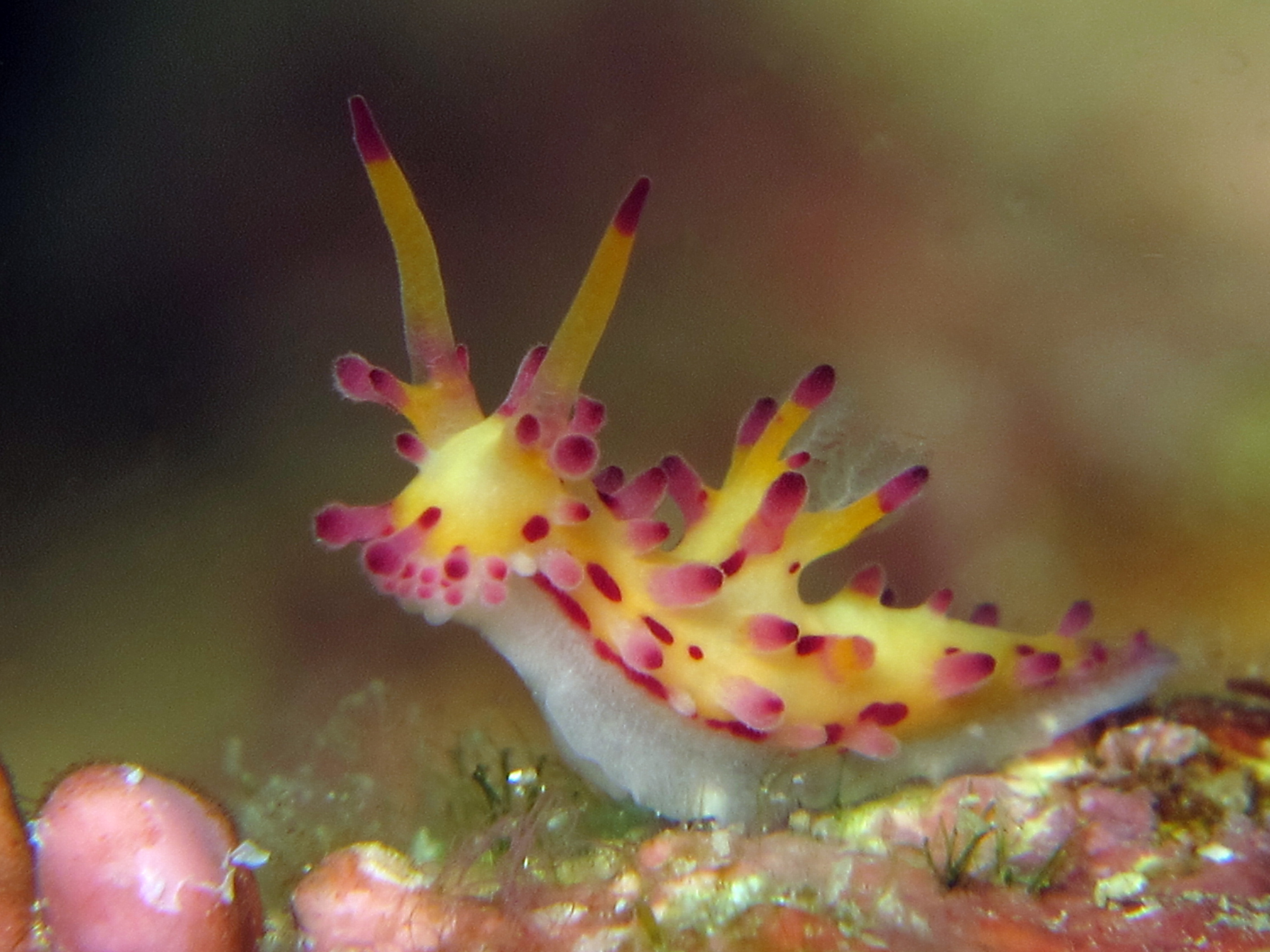
Aegires villosus

Especies cuyo nombre ha dejado de ser aceptado por sinonimia:

- Aegires citrinus (Bergh, 1875) aceptada como Notodoris citrina  Bergh, 1875
- Aegires gardineri (Eliot, 1906) aceptada como Notodoris gardineri Eliot, 1906
- Aegires hispidus Hesse, 1872 aceptada como Aegires punctilucens (d'Orbigny, 1837)
- Aegires leuckarti [sic] aceptada como Aegires leuckartii Vérany, 1853
- Aegires minor (Eliot, 1904) aceptada como Notodoris minor Eliot, 1904
- Aegires protectus Odhner, 1934 aceptada como Aegires albus Thiele, 1912
- Aegires pruvotfolae Fahey & Gosliner, 2004 aceptada como Aegires citrinus Pruvot-Fol, 1930
- Aegires serenae (Gosliner & Behrens, 1997) aceptada como Notodoris serenae Gosliner & Behrens, 1997